# Стюарт, Маргарита (род. 1455)
Маргарет (Маргарита) Стюарт (англ. Margaret Stewart; ок. 1455/1456 — ок. 1480/1500?) — шотландская принцесса, младшая дочь короля Якова II и Марии Гелдернской. Помолвившись с ланкастерским принцем Уэльским, Маргарет стала любовницей Уильяма Крайтона, 3-го лорда Крайтона (врага её брата Якова III) и матерью его незаконнорожденной дочери Маргарет Крайтон, впоследствии графини Роутс, и, возможно, его сына, сэра Джеймса Крайтона, прародителя виконтов Френдрот. Маргарет и лорд Крайтон, возможно, поженились позже, после смерти жены Крайтона.

## Семья

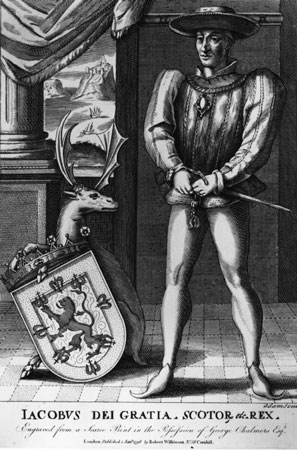
Король Шотландии Яков II Стюарт, отец принцессы Маргарет

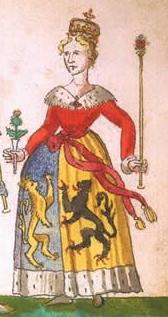
Мария Гелдернская, мать Маргарет

Маргарет родилась между 1453 и 1460 годами, дочь короля Шотландии Якова II (1430—1460) и Марии Гелдернской (1432—1463). У неё было пять братьев и сестер, в том числе Яков III, взошедший на шотландский трон в 1460 году после случайной смерти своего отца от взорвавшейся пушки.
Нянькой маленькой принцессы была Марион Даррауч, которой в 1462 году заплатили 5 фунтов стерлингов. В 1462 году Маргарет жила в Фолклендском дворце, а в 1463 году присоединилась к своему брату графу Мару и сестре Мэри в замке Стерлинг. В 1464 году её отправили учиться в цистерцианский монастырь в Хаддингтоне, где Элисон Мейтленд была её гувернанткой до её отъезда в 1477 году. В эти годы она прибыла на открытие парламента и обручение своего племянника, принца Якова. Для неё шили одежду, в том числе платья, отороченные бархатом и красной атласной юбкой.
Мать Маргарет умерла в 1463 году, оставив её сиротой, вероятно, меньше десяти лет.

## Предложения руки и сердца
Во время Войны роз Маргарет была ненадолго помолвлена с Эдуардом Вестминстерским, принцем Уэльским (1453—1471), единственным сыном короля Англии Генриха VI и Маргариты Анжуйской. Однако помолвка была отменена её матерью из-за политического давления со стороны короля Англии Эдуарда IV и Филиппа III, герцога Бургундского. Мысли об английском браке никуда не делись, и брат Маргарет Яков III Стюарт стремился к такому. Поэтому в 1476 году Яков III предложил Маргарет в жены Джорджу Плантагенету, 1-му герцогу Кларенсу, а впоследствии она должна была выйти замуж за Энтони Вудвилла, 2-го графа Риверса, шурина Эдуарда IV; но ни один из этих союзов не состоялся.

## Поздняя жизнь
Уильям Крайтон, 3-й лорд Крайтон из Ошингула (внук лорда-канцлера Крайтона), как говорят, «намеренно развратил Маргарет» (младшую и любимую сестру Якова III) после того, как обнаружил, что его жена была соблазнена королем. Независимо от правдивости этой истории, принцесса Маргарет действительно стала любовницей лорда Крайтона, что привело к её позору и безнравственной репутации. Их внебрачная дочь, также названная Маргарет Крайтон, родилась между 1478 и 1485 годами и выросла при королевском дворе. Платье было куплено для «дочери леди Маргарет» в 1496 году, и она вышла замуж за Уильяма Тодрика, эдинбургского купца, а после его смерти в 1507 году за эдинбургского купца Джорджа Халкерстона и, в-третьих, за Джорджа Лесли, 4-го графа Роутса.
У Маргарет Стюарт также мог быть сын, Джеймс Крайтон, который женился на Кэтрин Бортвик, старшей дочери Уильяма, лорда Бортвика. Но Джеймс мог быть сыном жены лорда Крайтона.
Лорд Крайтон присоединился к брату Маргарет Александру Стюарту, герцогу Олбани, в его восстании против старшего брата Маргарет, непопулярного короля Якова III. От имени герцога лорд Крайтон разместил гарнизон в своем «очень древнем и великолепном» замке Крайтон, за что его земли и титулы были конфискованы парламентом Шотландии в 1484 году, когда Олбани был осужден за измену. Его замок был пожалован фавориту Якова III, сэру Джону Рамсею из Балмейна.
По словам историка Джорджа Бьюкенена (который «всегда враждебно относился» к Стюартам), у Маргарет были кровосмесительные отношения со своим братом королем. Однако последний биограф Якова III, Норман Макдугалл, категорически отверг это на том основании, что слух, кажется, появился только как прямой результат политической напряженности во время правления Якова и его потомка Марии, королевы Шотландии, в попытка очернить репутацию как Якова III, так и династии Стюартов. Хотя современных упоминаний о ней мало, более поздние авторы не сочувствовали своим описаниям принцессы, особенно писатели девятнадцатого века. Джон Ридделл назвал её «личностью, хотя и молодой и красивой, с порочным характером, которую даже обвинили в излишней фамильярности с собственным братом». Бальфур-Пол согласился, заявив, что Маргарет была «принцессой великой красоты, но с репутацией, которая была более чем распущенной».
Согласно сэру Вальтеру Скотту, Уильям Крайтон, 3-й лорд Крайтон, бежал в Англию, а его владения в Шотландии были конфискованы по приказу короля. Затем Яков III разрешил Уильяму Крайтону вернуться на родину и жениться на своей сестре, принцессе Маргарите. Во время ссылки первая жена лорда Крайтона умерла. После свадьбы Уильям Крайтон получил от короля часть своей собственности, которая досталась ему от матери, баронство Френдрафт, которое стало его резиденцией и резиденцией его преемников. У Уильяма Крайтона и Маргарет Стюарт была дочь Маргарет Крайтон, ставшая графиней Роутс.
Если рассказ Скотта точен, Маргарет, леди Крайтон, возможно, провела остаток своей жизни в резиденции Крайтона «на севере», в баронстве Френдрафт. Однако, известно, что Маргарет поселилась в монастыре Эльчо около Перта в 1489 году и оставалась там в течение нескольких лет во время правления своего племянника Якова IV (1488—1513), книги счетов которого показывают частые выплаты для «расходные материалы для Леди Маргарет».

## Потомки
Дочь принцессы Маргарет, Маргарет Крайтон (до 1493 — до 1546), была замужем три раза и, возможно, имела четырёх дочерей. Её первым мужем был Уильям Тодрик, а вторым — Джордж Халкерстон (? — 1513). В 1517 году Маргарет вышла в третий раз замуж за Джорджа Лесли, 4-го графа Роутса (1484—1558), посла в Дании. Среди их детей были Агнес Лесли, графиня Мортон, и два сына, Уильям Лесли и Норман Лесли, мастер Роутс, чьи права на наследство были аннулированы из-за того, что они оба были замешаны в убийстве кардинала Битона в 1546 году. Их отец, Джордж Лесли, 4-й граф Роутс, был судим и оправдан за то же преступление. Однако матерью этих детей могла быть другая жена графа Роутса. Сын от второго брака Роберт Лесли из Ардерсьера получил поместье Финдрасси. Он женился на Джанет, дочери 2-го лорда Элфинстоуна и основал линию Финдрасси.
Возможная внучка Маргарет леди Маргарет Лесли вышла замуж за Арчибальда Дугласа, 8-го графа Ангуса (1555—1588), в 1575 году и развелась с ним в 1587 году, вероятно, из-за своего «бесплодия». У другой внучки, леди Хелен Лесли, было несколько детей от Марка Керра, аббата Ньюбаттла, включая Марка Керра, 1-го графа Лотиана (1553—1609).